# Њу Лондон (Ајова)
Њу Лондон (енгл. New London) град је у америчкој савезној држави Ајова. По попису становништва из 2010. у њему је живело 1.897 становника.

## Демографија
Према попису становништва из 2010. у граду је живело 1.897 становника, што је -40 (-2.1%) становника више него 2000. године.
| Група             | 2000.         | 2010.         |
| Белци             | 1.899 (98,0%) | 1.818 (95,8%) |
| Афроамериканци    | 6 (0,3%)      | 32 (1,7%)     |
| Азијати           | 5 (0,3%)      | 8 (0,4%)      |
| Хиспаноамериканци | 15 (0,8%)     | 17 (0,9%)     |
| Укупно            | 1.937         | 1.897         |